# Strand-Aster
Die Strand-Aster (Tripolium pannonicum, Syn.: Aster tripolium L.), auch Salz-Aster und Pannonien-Salzaster genannt, ist eine Pflanzenart in der Familie der Korbblütler (Asteraceae). Sie gehört zu den sehr auffälligen Pflanzenarten auf Salzböden.

## Beschreibung

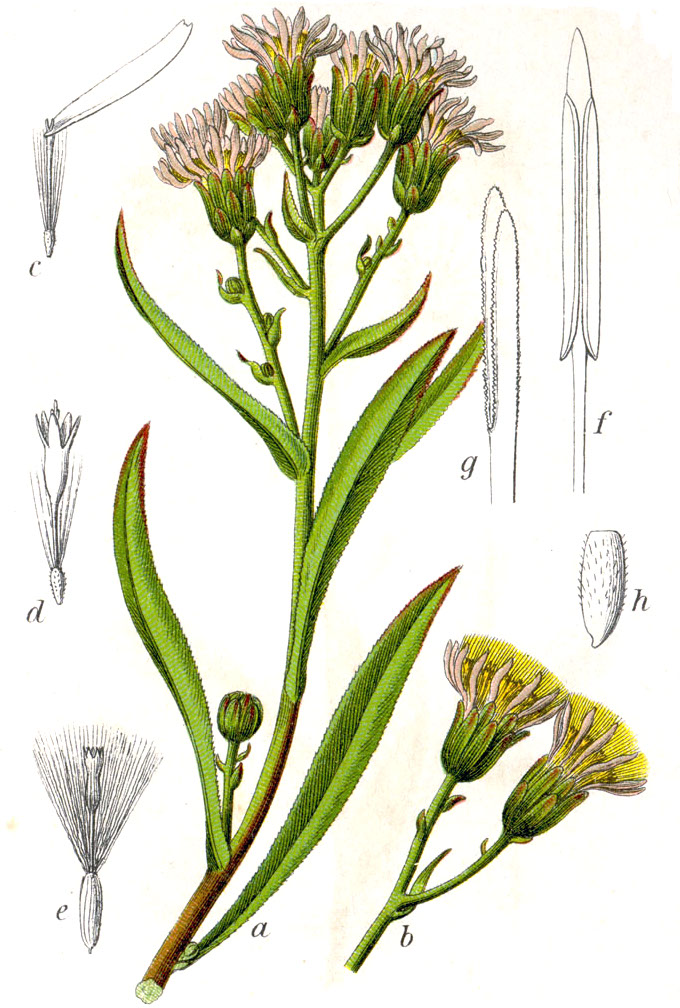
Illustration

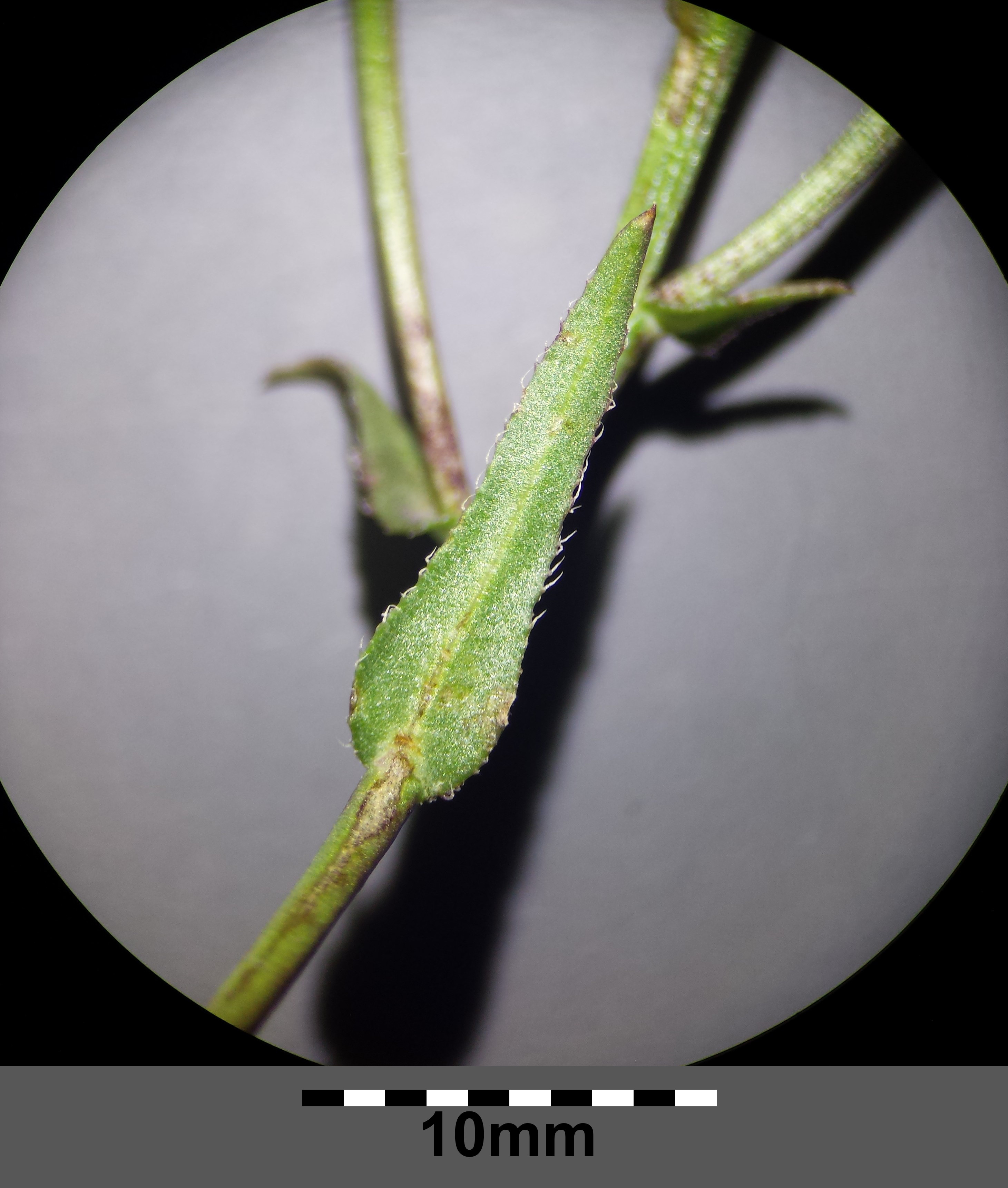
Tripolium pannonicum subsp. pannonicum: Stängel und Laubblatt mit außen angedrückten Haaren

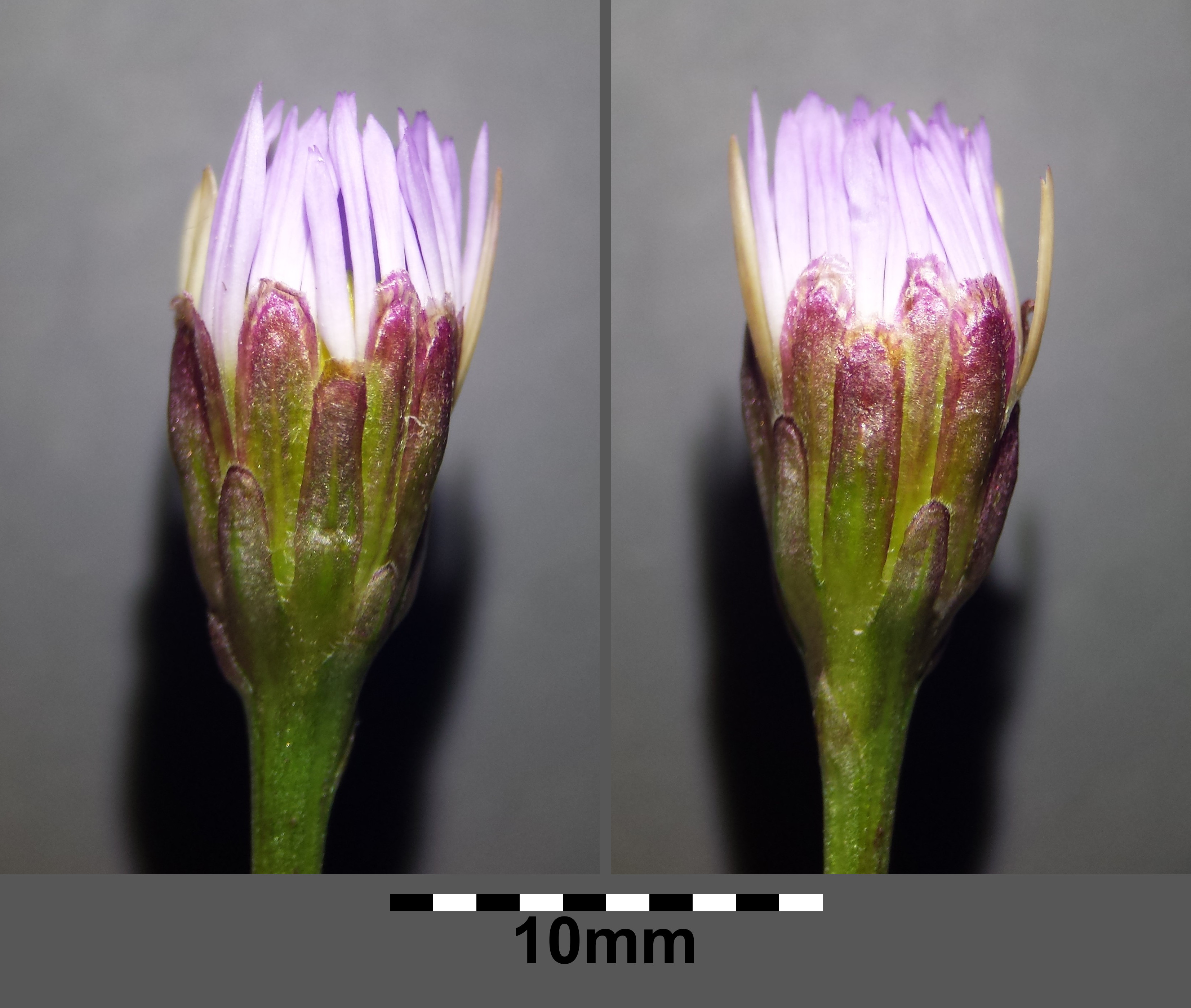
Tripolium pannonicum subsp. pannonicum: Korb mit breit hautrandigen Hüllblättern

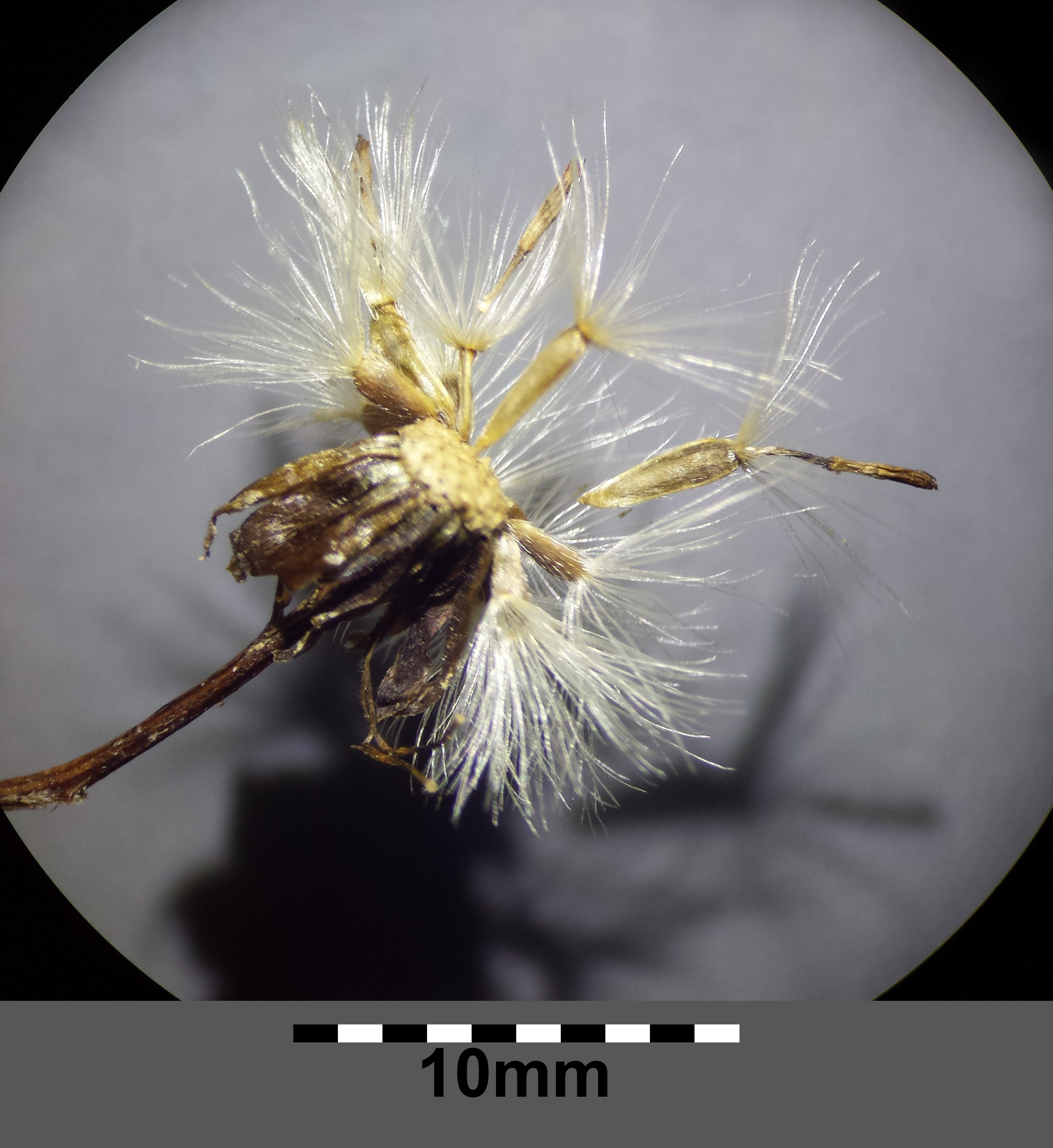
Tripolium pannonicum subsp. pannonicum: Korb mit Achänen und Pappus

### Vegetative Merkmale
Die Strand-Aster wächst als ein- oder zweijährige krautige Pflanze und erreicht Wuchshöhen von 15 bis 150 Zentimetern. Die Pflanzenteile sind kahl. Der aufrechte Stängel zeigt seichte Rillen und häufig eine rötliche Tönung. Am Grund befinden sich meist nicht blühende Rosettentriebe und -blätter.
Die einfachen, linealisch lanzettlich geformten, ganzrandigen Laubblätter sind fleischig und nur am Rand mit feinen Wimpern versehen.

### Generative Merkmale
Die Blütezeit reicht von Juli bis September. In doldentraubigen oder doldenrispigen Gesamtblütenständen befinden sich viele körbchenförmige Teilblütenstände, die einen Durchmesser von 2 bis 2,5 Zentimetern aufweisen. Die zungenförmigen, stumpfen Hüllblätter sind 2 bis 3 Millimeter breit und dem Körbchen angedrückt. Die weiblichen äußeren Zungenblüten sind hell blauviolett bis hell lila gefärbt. Die zwittrigen inneren Röhrenblüten sind gelblich gefärbt.
Die Achänen haben einen Pappus.
Die Chromosomenzahl beträgt 2n = 18.

## Ökologie
Eine Verwechselung mit anderen Arten ist kaum möglich. Die Bestäubung erfolgt durch Insekten, wobei aber auch spontane Selbstbestäubung auftreten kann und nicht unüblich ist. Die Diasporen, es sind die Achänen, werden durch das Wasser oder den Wind ausgebreitet.
Die Strand-Aster hat sich mit verschiedenen Mechanismen an den Salzgehalt ihrer Wuchsorte angepasst. Ihr gelingt es u. a. durch Abwurf älterer Laubblätter, in denen größere Salzmengen angesammelt wurden, überschüssiges Salz loszuwerden. Junge, aufnahmefähige Laubblätter werden indessen neu gebildet und übernehmen die Funktion der abgeworfenen. Diese Form der Anpassung wird zur Strategie der Salzelimination gezählt, die wiederum zur Gruppe der salzregulierenden Mechanismen gehört.

## Systematik

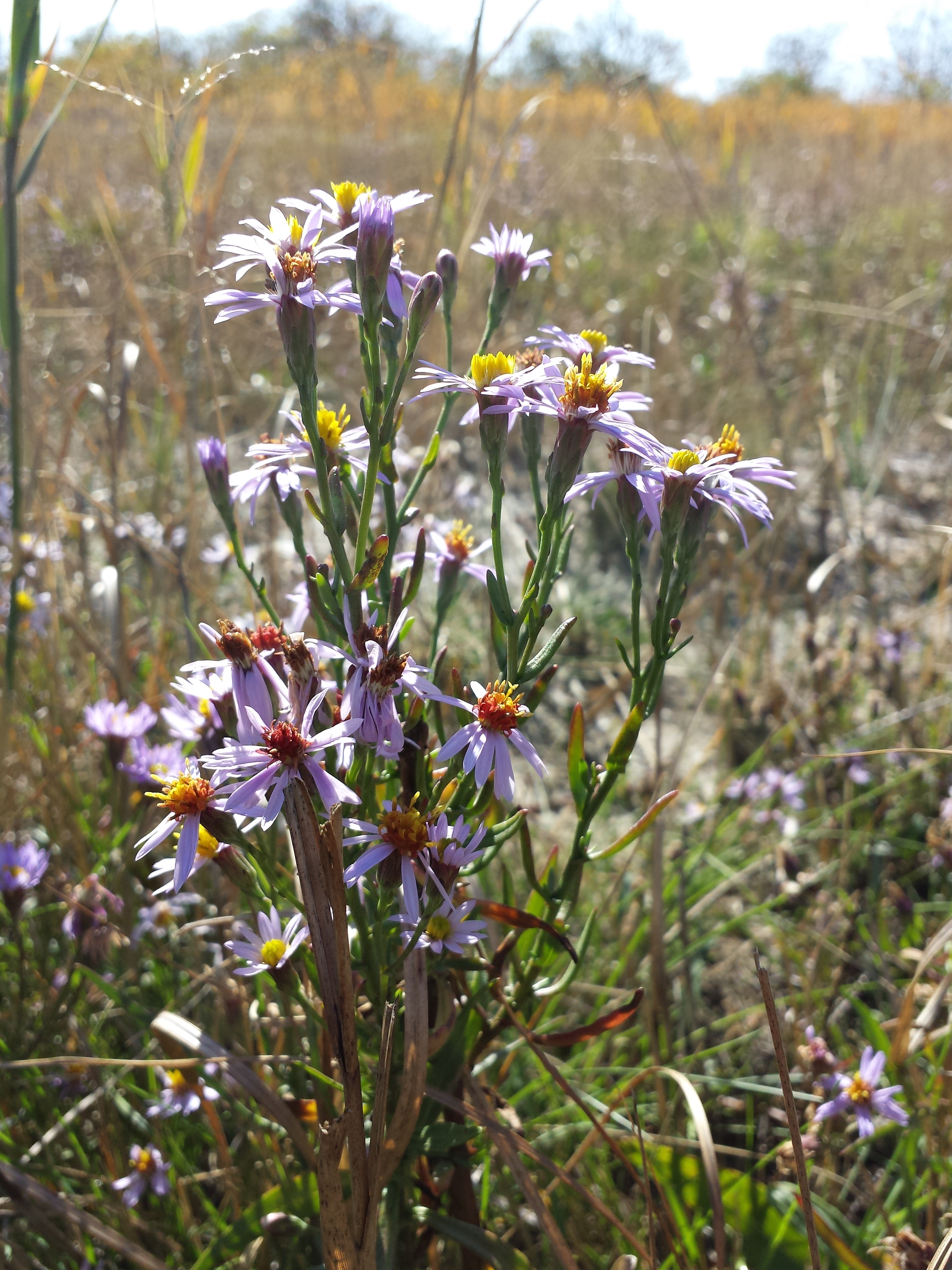
Exemplar aus der Binnensippe (Tripolium pannonicum subsp. pannonicum)

Die Erstveröffentlichung erfolgte 1753 unter dem Namen Aster tripolium durch Carl von Linné in Species Plantarum, Tomus II, S. 872. Die Art wurde später in die Gattung Tripolium gestellt. Da ein Name Tripolium tripolium nicht erlaubt ist, musste das nächstälteste Artepitheton herangezogen werden. Die Neukombination zu Tripolium pannonicum (Jacq.) Dobrocz. wurde durch Dariya Nikitichna Dobroczajeva veröffentlicht. Weitere Synonyme für Tripolium pannonicum (Jacq.) Dobrocz. sind Aster pannonicus Jacq., Tripolium vulgare Nees.
Je nach Autor gibt es etwa zwei Unterarten oder Varietäten:
- Tripolium pannonicum subsp. oder var. tripolium (z. B. Tripolium pannonicum subsp. tripolium (L.) Greuter, Syn.: Tripolium pannonicum subsp. maritimum Holub, nom. illeg.): Hierbei handelt es sich um eine Sippe, die an den Meeresküsten West- und Nordeuropas auftritt.
- Tripolium pannonicum subsp. oder var. pannonicum: Diese Sippe tritt auf Salzböden im Binnenland auf und hat ein pannonisches Verbreitungsareal, das möglicherweise bis in den pontisch-sibirisch-turanischen-Raum reicht.

## Vorkommen
Ihr Areal reicht von Europa und Nordafrika bis zu den gemäßigten Gebieten Asiens.
In Österreich tritt die Pannonien-Salzaster auf Salzböden im pannonischen Gebiet in der collinen Höhenstufe häufig bis zerstreut auf. Die Vorkommen beschränken sich auf die Bundesländer Burgenland (hier besonders auf den Seewinkel), Niederösterreich sowie unbeständig auf Wien. In Österreich gilt Tripolium pannonicum als gefährdet.
Die Strand-Aster ist eine Salzpflanze. Sie wächst primär auf nassen oder periodisch überfluteten Salzwiesen. Dort besiedelt sie gewöhnlich den Andelwiesenbereich, der sich ab der mittleren Hochwasserlinie bis 25 Zentimeter darüber erstreckt. Ihre Wuchsorte werden hier 150 bis 220 Mal im Jahr überspült, der Salzgehalt des Bodens beträgt 26 bis 30 Prozent. Die Strandaster kommt jedoch auch an Rändern von salzhaltigen Gräben, Bächen, Flüssen oder in Röhrichtgesellschaften vor. Sie gilt als typische Zeigerpflanze sogenannter Binnensalzstellen. Weiterhin kann die Strand-Aster auch am Rande von Salz- oder Kalihalden auftreten. Tripolium pannonicum ist eine Charakterart der Klasse der Salzwiesen (Asteretea tripolii). An den Küsten ist sie recht weit verbreitet, während sie im Binnenland auf Grund des geringen Salzgehaltes nur selten vorkommt.

## Trivialnamen
Im deutschsprachigen Raum werden oder wurden für diese Pflanzenart, zum Teil nur regional, auch die folgenden weiteren Trivialnamen verwandt: Starnkrud (am Dollart), Strandstern (Thüringen), Suddek (Wesermündung), Sülte (Ostfriesland, Oldenburg), Sültze (Ostfriesland, Oldenburg), Sultje (Groen) und Züddek (Oldenburg).